# エルセグンド (カリフォルニア州)
エル・セグンド（El_Segundo）は、アメリカ合衆国カリフォルニア州ロサンゼルス郡の都市である。
サンタモニカ湾に面し、1917年1月18日に編入され、サウスベイ都市自治協議会に属している。

## 概要
2020年国勢調査での人口は17,272人で、2010年国勢調査の16,654人から3.7％増加した。
南カリフォルニアにおける石油・航空宇宙産業の重要な中心地であり、市域の約4分の3が工業・商業用地となっている。